# Bulcote
Bulcote – wieś w Anglii, w hrabstwie Nottinghamshire, w dystrykcie Newark and Sherwood. Leży 10 km na północny wschód od miasta Nottingham i 177 km na północ od Londynu. Miejscowość liczy 330 mieszkańców.